# Lilltjärnen (Överkalix socken, Norrbotten)
Lilltjärnen är en sjö i Överkalix kommun i Norrbotten och ingår i Vitåns huvudavrinningsområde.